# Sofie Gråbøl
Sofie Gråbøl (Frederiksberg, 30 de juliol de 1968) és una actriu danesa. El 1986, quan tenia 17 anys, va destacar per la interpretació del personatge protagonista en l'adaptació cinematogràfica de la novel·la Barndommens gade de Tove Ditlevsen. També ha protagonitzat les sèries de televisió Taxa, Nikolaj og Julie i Forbrydelsen, treball que li va valer el reconeixement internacional.

## Filmografia

### Llargmetratges
- 1986. Oviri
- 1986. Barndommens gade
- 1987. Pelle Erobreren
- 1988. Rami og Julie
- 1988. Jorden er giftig
- 1991. Høfeber
- 1992. Dotkniecie reki
- 1993. Sort høst
- 1993. Tvangsritualer
- 1994. Nattevagten
- 1995. Overblik
- 1995. Pan
- 1996. Fede tider
- 1997. Sinans bryllup
- 1997. Sekten
- 1997. Mørkets øy
- 1998. H.C. Andersen og den skæve skygge
- 1999. Mifunes sidste sang
- 1999. Den Eneste Ene
- 1999. En sjælden fugl (curtmetatge)
- 2000. Blinkende Lygter
- 2001. Grev Axel
- 2002. Livsforsikringen (curtmetratge)
- 2004. Lad de små børn
- 2005. Anklaget
- 2005. Den rette ånd
- 2006. The Boss of It All
- 2007. Vikaren
- 2007. Daisy Diamond
- 2013. I lossens time
- 2013. Det andet liv
- 2016. Der kommer en dag
- 2018. The House That Jack Built
- 2018. Aquella època de l'any
- 2018. X&Y
- 2019. Harpiks
- 2021. Vida salvatge
- 2021. Venuseffekten
- 2022. Attachment
- 2022. Rose

### Televisió
- 1987. Sorgagre (telefilm)
- 1987. Vi svarer ikke for bølgerne (telefilm)
- 1990. Kära farmor (minisèrie)
- 1993. De skrigende halse (telefilm)
- 1996. Den store Kul-Tur (telefilm)
- 1999. Taxa (sèrie)
- 2000. Gengangere (telefilm)
- 2002–2003. Nikolaj og Julie (sèrie)
- 2007–2012. Forbrydelsen (sèrie)
- 2011. Absolutely Fabulous (sèrie, episodi "Identity")
- 2012. The Killing (sèrie, episodi "My Lucky Day")
- 2015–2018. Fortitude (sèrie)
- 2016. Den anden verden
- 2018. Liberty (minisèrie)
- 2018. El restaurant(sèrie)
- 2019. Gentleman Jack (sèrie, episodi "Are You Still Talking")
- 2020. Us (minisèrie)
- 2020. The Undoing (minisèrie)
- 2022. Dia i nit (sèrie)
- 2023. Huset (sèrie)

## Teatre
- 2014. James III: The True Mirror amb la companyia Nacional de Teatre d'Escòcia on interpreta el paper de Margarida de Dinamarca, reina d'Escòcia.